# Politique en Voïvodine
La politique en Voïvodine fonctionne dans le cadre de la province autonome de Voïvodine, en Serbie. La province dispose d'une assemblée législative composée de 120 membres élus à la proportionnelle et d'un gouvernement (en) composé d'un président et de ministres. Le statut politique actuel de la Voïvodine est régi par le Statut de la province autonome de Voïvodine (en) de 2008.

## Autonomie
La province autonome de Voïvodine est créée en octobre 1944 et son statut politique est réglementé le 1er septembre 1945, en tant qu'entité autonome au sein de la Serbie, bien qu'elle ait eu plusieurs prédécesseurs politiques tels que la voïvodine de Serbie (1848-1849), le voïvodat de Serbie et du banat de Tamiš (1849-1860), le Banat, Bačka et Baranja (en) (1918-1919) et la banovine du Danube (1929-1941).
En 1945, son autonomie est limitée. Le nom de la Voïvodine est changé le 7 avril 1963 en province socialiste autonome de Voïvodine. En vertu de la constitution de 1974, la Voïvodine obtient une autonomie étendue et devient l'un des sujets de la fédération yougoslave.
Le 5 juillet 1989, cette large autonomie est révoquée en grande partie par le régime de Milošević et l'autonomie de la Voïvodine devient nominale et fortement limitée. Le 28 mars 1990, le nom de la province redevient Province autonome de Voïvodine.
Après la révolution des bulldozers du 5 octobre 2000 et le changement de régime dans le pays, le degré d'autonomie de la Voïvodine est augmenté et réglementé par la Loi Omnibus de 2002. La nouvelle constitution serbe de 2006 ne modifie pas le statut de la Voïvodine réglementé en 2002, bien qu'elle ait défini plus précisément le budget de la province.
Le 18 octobre 2008, l'Assemblée de Voïvodine adopte le Statut de la province autonome de Voïvodine (en). Le Conseil exécutif est rebaptisé gouvernement (en) et se compose du président, de quatre vice-présidents et d'autres membres.

### Loi Omnibus
La loi Omnibus (serbe : Omnibus zakon, Омнибус закон) est une loi adoptée en 2002 qui régit le statut autonome de la Voïvodine au sein de la Serbie. La loi affirme la compétence de l'administration provinciale en matière de culture, d'éducation, de politique linguistique, de médias, de santé, d'enquête sanitaire, d'assurance maladie, de pension et d'assurance invalidité, de protection sociale, de protection juridique de la famille, de protection sociale des enfants, de protection des soldats et des invalides, de protection des invalides civils de guerre, d'écologie, d'urbanisme, de travaux publics, d'immobilier, d'emploi, d'économie, d'exploitation minière et d'énergie, d'agriculture, de finances, de tourisme, de sports et d'autres domaines.

## Histoire du mouvement autonomiste
Le mouvement pour l'autonomie de la Voïvodine a toujours été mené par les Serbes locaux, qui constituaient le groupe ethnique le plus important de la région. Les racines du mouvement autonomiste remontent à 1691, lorsque l'empereur Habsbourg reconnaît le droit des Serbes à disposer d'une voïvodie (en) autonome séparée au sein de la monarchie de Habsbourg. L'autonomie n'est toutefois pas réalisée à l'époque et, en 1790 (près de 100 ans après la promesse de l'empereur), les Serbes organisent leur assemblée nationale à Timișoara (aujourd'hui en Roumanie), où ils demandent l'autonomie. Ces demandes sont toutefois rejetées par les Autrichiens.

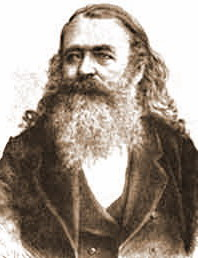
Svetozar Miletić (1826-1901), leader politique des Serbes de Voïvodine

En 1848, en réponse à la politique du gouvernement révolutionnaire hongrois, les Serbes, conformément au droit accordé en 1691, proclament la création d'une région autonome appelée voïvodine de Serbie. Cette fois, l'autonomie est reconnue par l'empereur Habsbourg et, en novembre 1849, une province distincte des Habsbourg, le voïvodat de Serbie et du banat de Tamiš est créée pour succéder politiquement à la Voïvodine serbe.
Cependant, la politique des Habsbourg à l'égard des Hongrois ayant changé, le voïvodat de Serbie et du banat de Tamiš est aboli en 1860, et la majeure partie de son territoire est incorporé au royaume habsbourgeois de Hongrie. En réponse à l'abolition de la voïvodie, les Serbes organisent en 1861 une assemblée nationale connue sous le nom de Blagoveštenski Sabor durant laquelle ils demandent son rétablissement. La constitution de la voïvodie est également adoptée lors de cette assemblée. Cependant, les dirigeants de la monarchie n'acceptent pas les demandes des Serbes. En 1867, l'autonomie est accordée aux Hongrois et les Serbes se retrouvent dans la partie hongroise de la monarchie. La lutte politique pour l'autonomie de la Voïvodine se poursuit toutefois par l'intermédiaire des députés serbes au parlement du royaume de Hongrie, jusqu'à la fin de la monarchie en 1918.

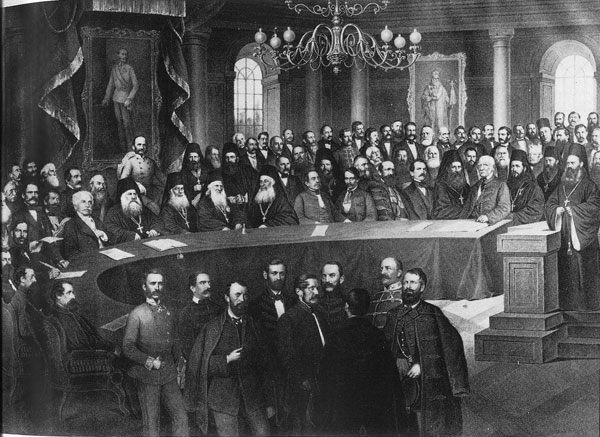
Assemblée de Blagoveštenski à Sremski Karlovci, 1861

Une nouvelle opportunité pour l'autonomie de la Voïvodine se présente en 1918, après l'effondrement de la monarchie austro-hongroise. Le 25 novembre 1918, la grande assemblée populaire des Serbes, Bunjevci et autres Slaves de Voïvodine décide de rattacher cette région au royaume de Serbie, ainsi que de former un nouveau gouvernement autonome de Voïvodine, connu sous le nom d'administration populaire pour le Banat, la Bačka et la Baranja. Bien que le gouvernement de Belgrade ait accepté la décision de rattacher la Voïvodine à la Serbie, il ne reconnaît pas l'administration populaire. Cette dernière reste active jusqu'au 11 mars 1919, date à laquelle elle tient sa dernière session.
L'autonomie n'ayant pas été obtenue et le nouveau royaume des Serbes, Croates et Slovènes étant un pays centralisé, un nouveau mouvement autonomiste voit le jour, à nouveau dirigé par des Serbes locaux. La banovine du Danube, une province du royaume de Yougoslavie créée en 1929, ne dispose pas d'un large degré d'autonomie, et le mouvement autonomiste reste actif après la création de cette province. L'idée d'une Voïvodine autonome est également acceptée par le parti communiste et, après l'occupation de la Voïvodine par les puissances de l'Axe en 1941, le parti communiste et son mouvement de résistance partisan entament une lutte contre l'occupant. L'objectif de cette lutte, tel qu'il est présenté par le parti communiste, est de créer une Voïvodine autonome dans laquelle tous les groupes ethniques seraient égaux. Les Serbes, qui étaient les principales victimes des régimes de l'Axe, ainsi que d'autres peuples de Voïvodine, participent à cette lutte et, après la fin de la guerre, la province autonome de Voïvodine est créée.
Après la révocation d'une grande partie de l'autonomie de la Voïvodine par le régime de Milošević en 1989, un nouveau mouvement en faveur de l'autonomie de la province voit le jour, soutenu à la fois par les Serbes locaux et les minorités ethniques. Le mouvement autonomiste estime que la révocation de l'autonomie en 1989 a détruit l'économie de la Voïvodine et que celle-ci a donc besoin de plus d'autonomie pour s'améliorer. Contrairement au mouvement politique des Albanais du Kosovo, le mouvement autonomiste de Voïvodine n'a jamais cherché à se séparer de la Serbie, mais seulement à obtenir un niveau significatif d'autonomie pour la Voïvodine au sein de la Serbie.
Le 28 janvier 2013, en réponse à la proposition de l'organisation politique Troisième Serbie (en) de Novi Sad d'abolir l'autonomie de la Voïvodine,, le Parti de Voïvodine présente un message intitulé La République de Voïvodine à Novi Sad. Cependant, les deux organisations politiques ne bénéficient pas d'un grand soutien de la part de la population de Voïvodine.

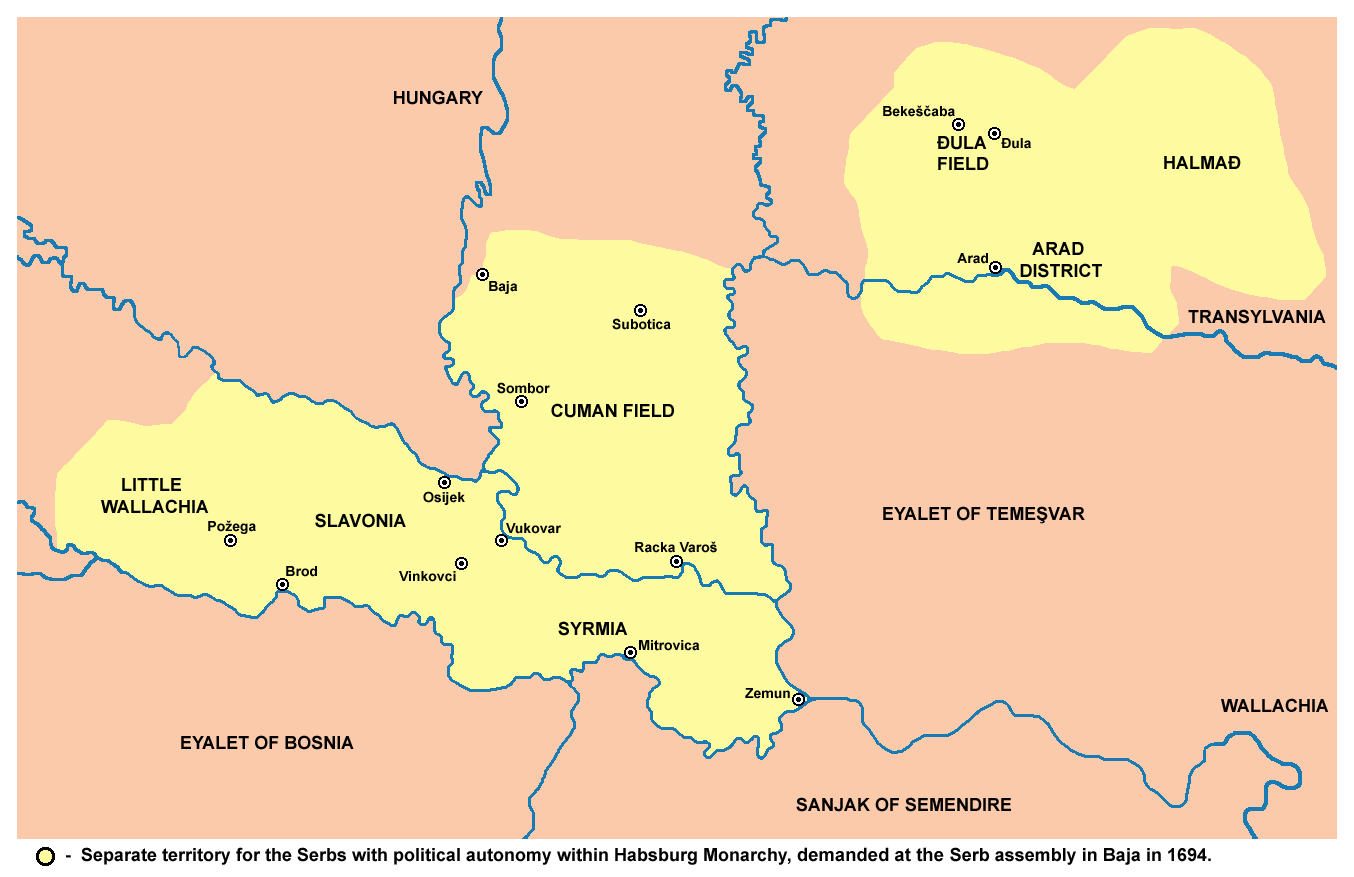
Territoire séparé pour les Serbes avec autonomie politique au sein de la monarchie de Habsbourg, demandé lors de l'assemblée serbe de Baja en 1694.
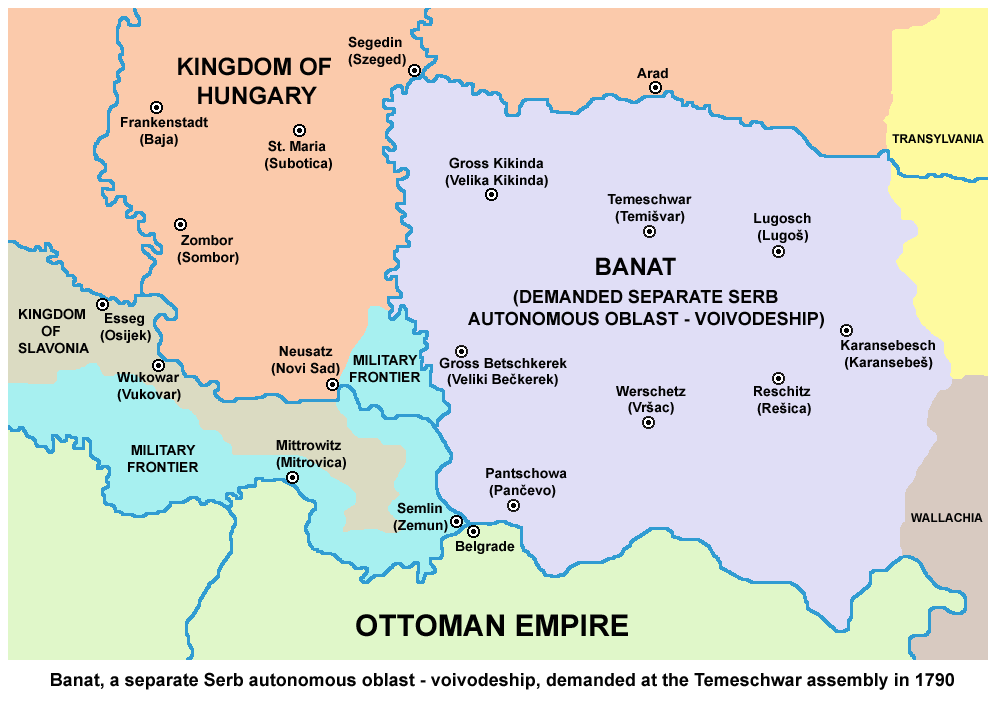
Le Banat, une région autonome serbe séparée, demandée à l'assemblée de Temeschwar en 1790.
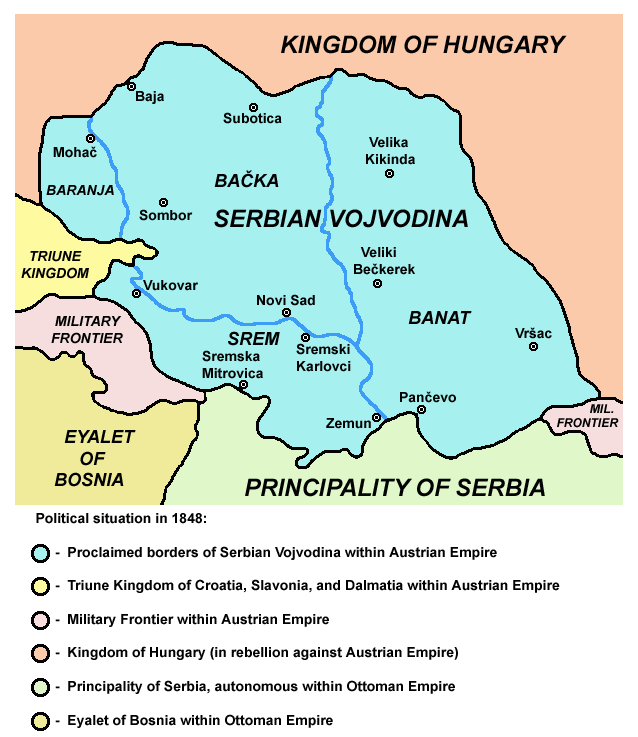
Frontières proclamées de la voïvodine de Serbie en 1848
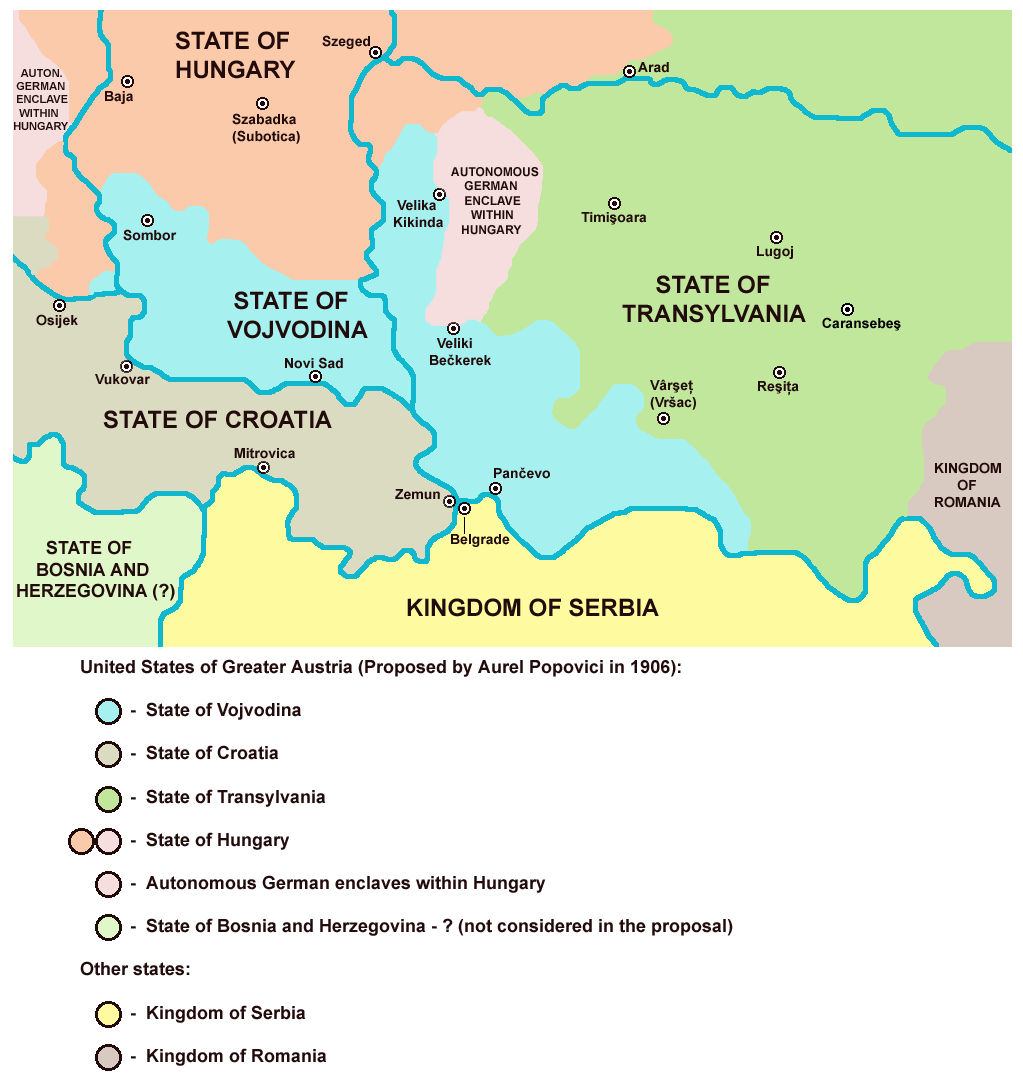
Proposition d'État de Voïvodine au sein des États unis de Grande Autriche en 1906
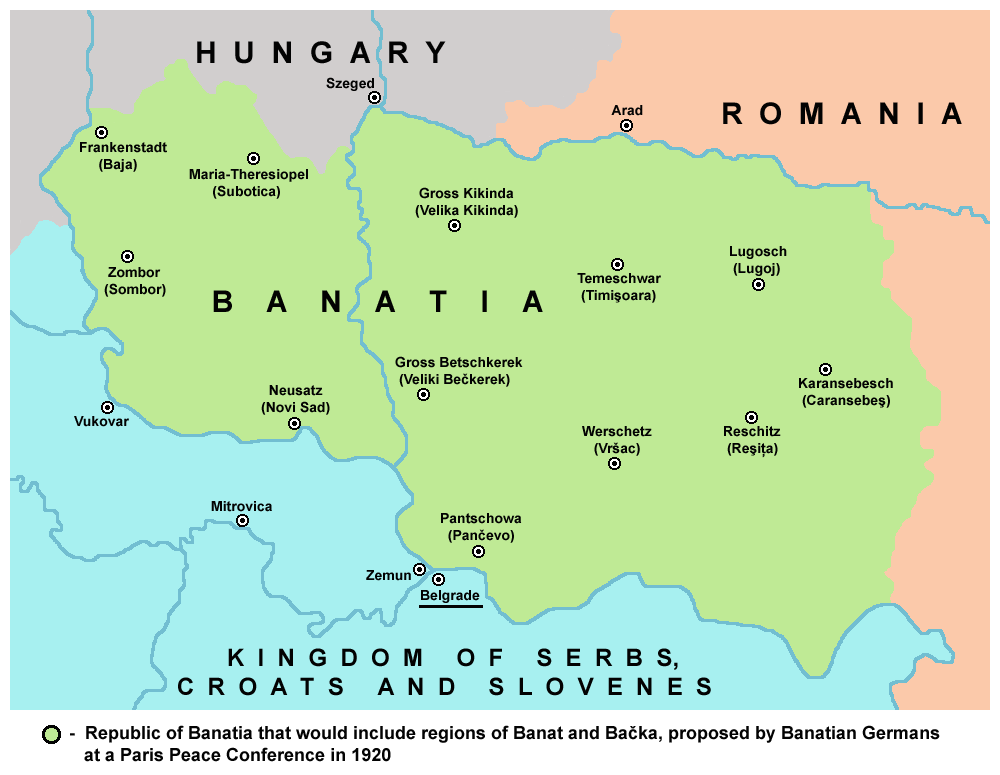
République de Banatia, proposée par les Allemands de Banatia lors d'une conférence de paix à Paris en 1920
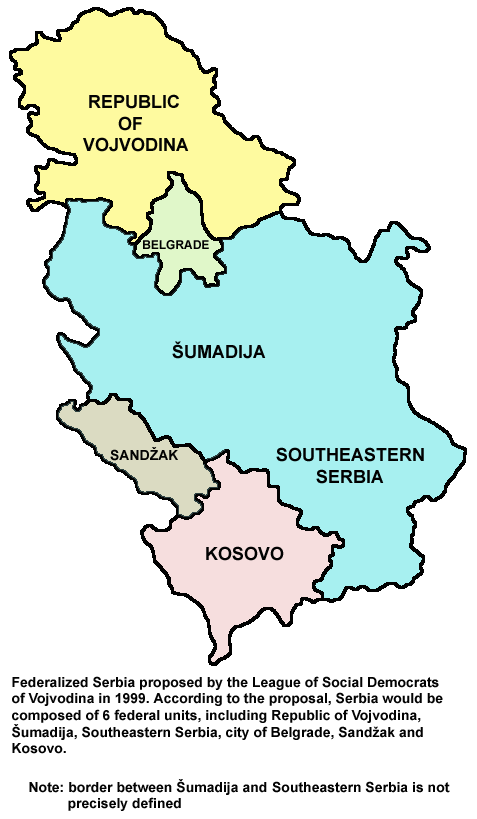
République de Voïvodine au sein de la Serbie fédéralisée, proposée par la Ligue des sociaux-démocrates de Voïvodine en 1999

## Institutions

### Assemblée
L'Assemblée de Voïvodine est la législature provinciale composée de 120 membres élus à la proportionnelle. Les membres actuels ont été élus lors des élections provinciales de 2016 :
- Parti progressiste serbe (SNS) - 63 députés
- Parti socialiste de Serbie-Serbie unie (SPS-JS) - 12
- Parti radical serbe (SRS) - 10
- Parti démocrate (DS) - 10
- Ligue des sociaux-démocrates de Voïvodine (LSV) - 9
- « Trop c'est trop » (en) (DJB) - 7
- Alliance des Magyars de Voïvodine (SVM) - 7

### Gouvernement
Le Gouvernement de Voïvodine (en) est l'organie exécutif composé d'un président et de ministres. Le président et le cabinet en exercice ont été élus lors des élections de 2016. Igor Mirović (Parti progressiste serbe) a été élu président.

## Partis politiques

### Partis politiques nationaux
Les partis politiques nationaux, populaires dans toute la Serbie, qui bénéficient d'un soutien important en Voïvodine :
- Parti progressiste serbe (Srpska napredna stranka)
- Parti socialiste de Serbie (Socijalistička partija Srbije)
- Parti radical serbe (Srpska radikalna stranka)
- Parti démocrate (Demokratska stranka)
- « Trop c'est trop » (en) ("Dosta je bilo")

### Partis politiques régionalistes
Les partis politiques régionalistes de Voïvodine prônent une plus grande autonomie de la Voïvodine au sein de la Serbie. Le Forum du Banat est un mouvement politique régionaliste local au Banat, qui prône le statut politique spécial du Banat au sein de la Voïvodine.
- Ligue des sociaux-démocrates de Voïvodine (Liga socijaldemokrata Vojvodine)
- Parti de Voïvodine (Vojvođanska Partija)
- Forum du Banat

### Partis politiques des minorités nationales b

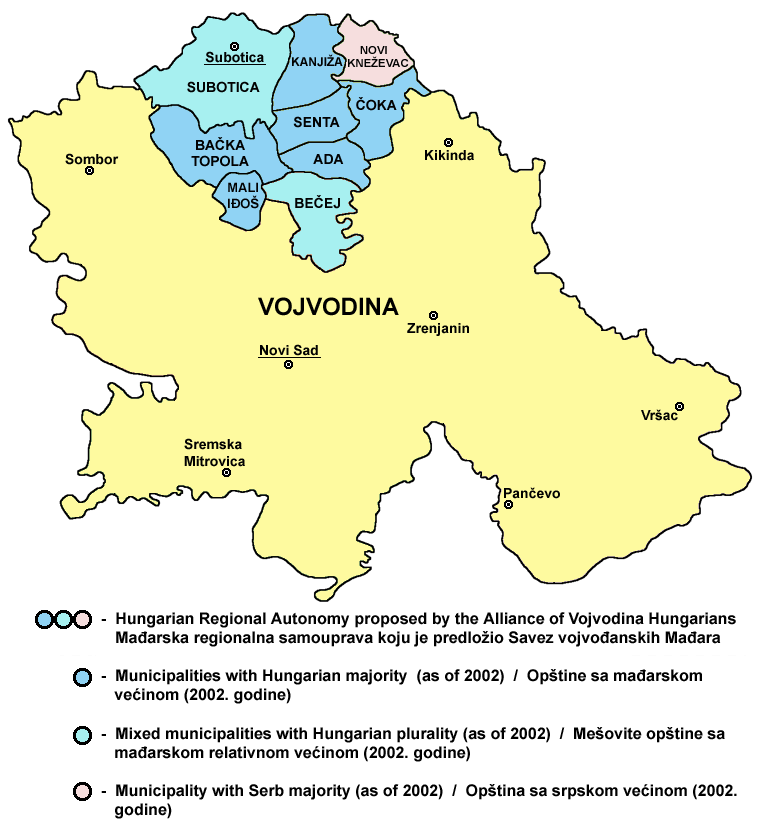
Autonomie régionale hongroise, proposée par l'Alliance des Magyars de Voïvodine

Les partis politiques des minorités nationales en Voïvodine :
- Alliance des Magyars de Voïvodine (Hongrois : Vajdasági Magyar Szövetség (VMSZ); Serbe : Savez vojvođanskih Mađara (SVM))
- Communauté démocratique des Magyars de Voïvodine (Hongrois : Vajdasági Magyarok Demokratikus Közössége ; Serbe : Demokratska zajednica vojvođanskih Mađara)
- Parti démocrate magyar de Voïvodine (Hongrois : Vajdasági Magyar Demokrata Párt ; Serbe : Demokratska stranka vojvođanskih Mađara)
- Ligue démocratique des Croates de Voïvodine (Demokratski savez Hrvata u Vojvodini)
- Parti croate de Bunjevac-Šokac (en) (Hrvatsko-bunjevačko-šokačka stranka)

Le plus populaire d'entre eux est l'Alliance des Magyars de Voïvodine. Ce parti prône plus d'autonomie pour la Voïvodine, mais aussi la création d'une Autonomie régionale hongroise (en) (Mađarska regionalna samouprava). Cette région autonome comprendrait les neuf municipalités du nord de la Voïvodine : Subotica, Bačka Topola, Mali Iđoš, Kanjiža, Senta, Ada, Bečej, Čoka, et Novi Kneževac. Le centre administratif de la région serait Subotica, tandis que la région elle-même ferait partie de la Voïvodine et de la Serbie.

## Élections
Les élections provinciales ont lieu en Voïvodine tous les 4 ans.

### Élections provinciales de 2016
Lors des élections provinciales de 2016, une coalition de partis menée par le Parti progressiste serbe remporte les élections et forme le nouveau gouvernement de Voïvodine. Les autres partis qui participent au gouvernement sont le Parti socialiste de Serbie et l'Alliance des Magyars de Voïvodine. Igor Mirović du Parti progressiste serbe est de nouveau élu président du gouvernement de Voïvodine, tandis que le président du parlement de Voïvodine reste István Pásztor de l'Alliance des Magyars de Voïvodine.

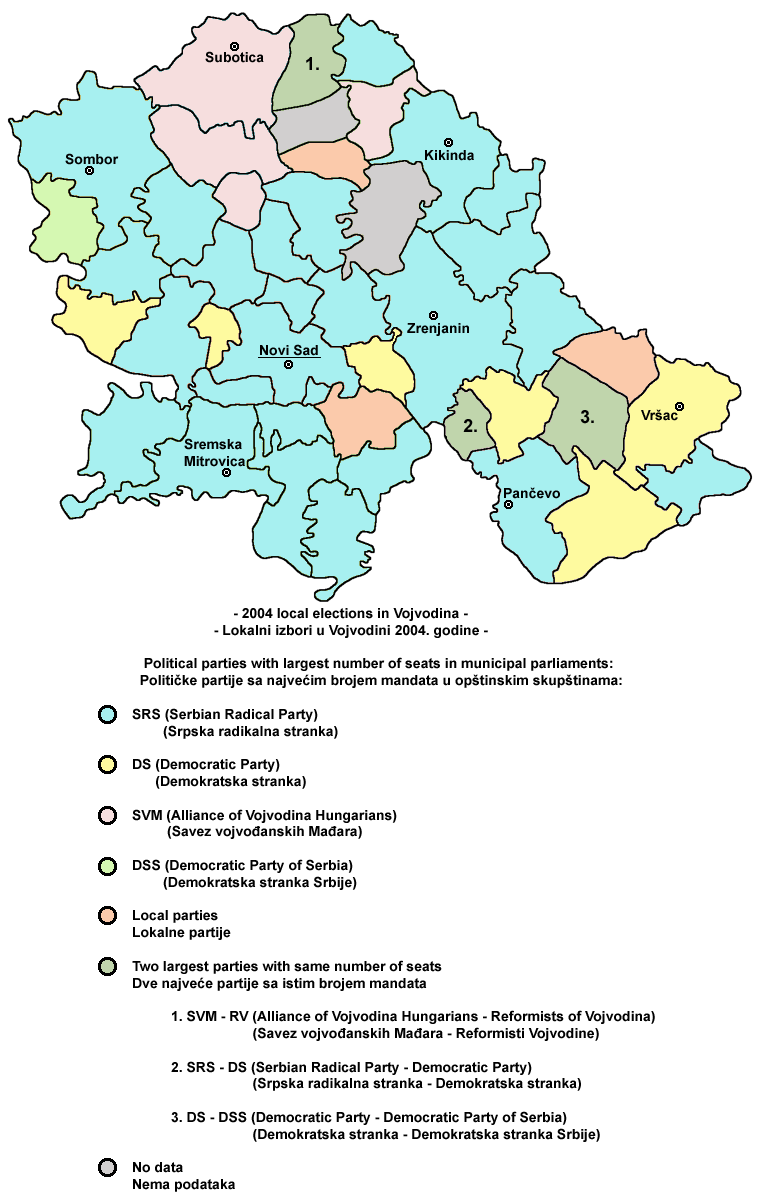
Carte électorale de Voïvodine aux élections de 2004 - résultats des élections municipales.
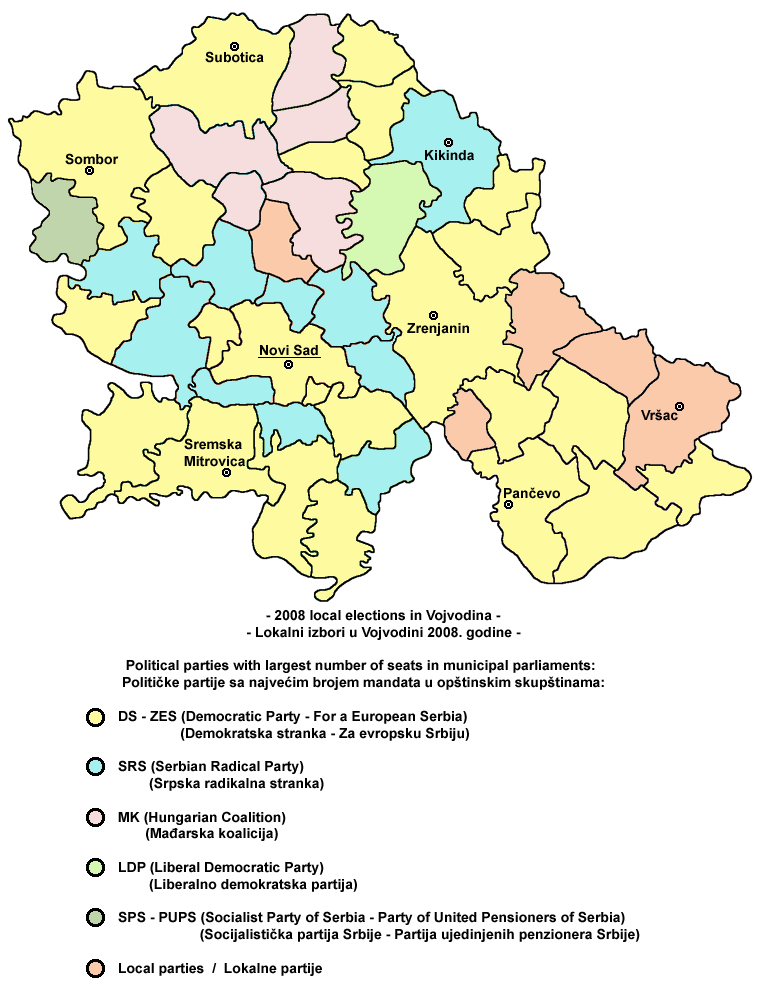
Carte électorale de Voïvodine aux élections de 2008 - résultats des élections municipales.
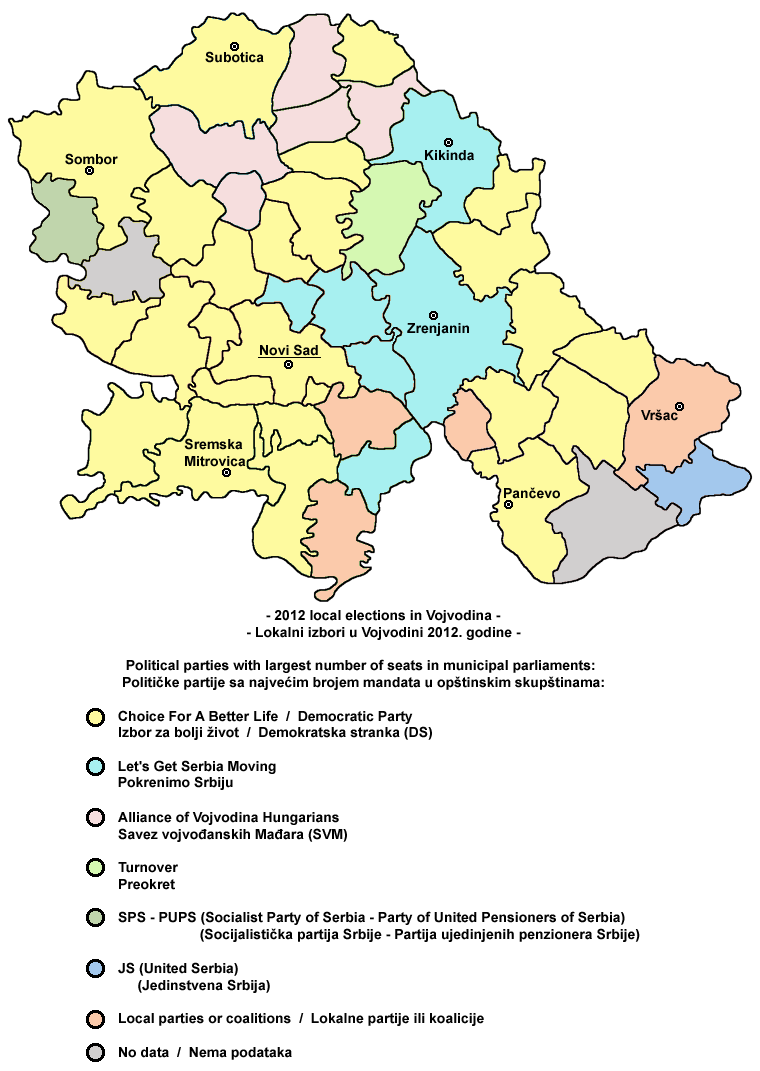
Carte électorale de Voïvodine aux élections de 2012 - résultats des élections municipales.
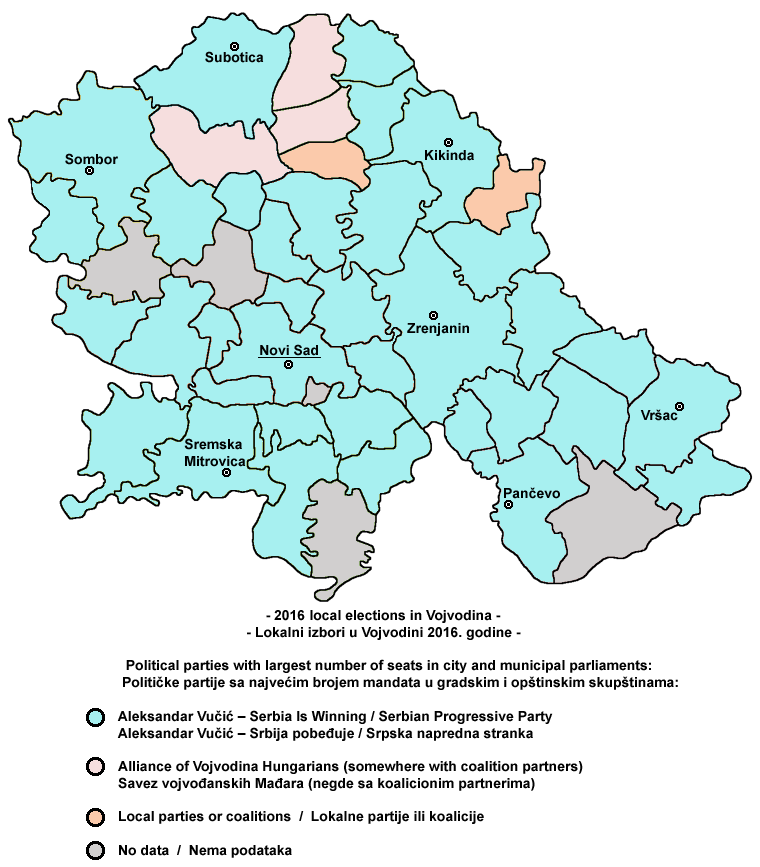
Carte électorale de Voïvodine aux élections de 2016 - résultats des élections municipales.

## Sondages d'opinion
En 2003, un sondage d'opinion est réalisé, dans lequel les citoyens de Voïvodine ont répondu à la question suivante : « Quel statut de la Voïvodine est le plus acceptable pour vous ? »:
- Autonomie telle qu'elle existait dans la constitution yougoslave de 1974 (autonomie très étendue) : 34 %
- Même niveau d'autonomie qu'aujourd'hui (autonomie très limitée) : 21,3 %
- Plus d'autonomie qu'aujourd'hui, mais moins que dans la constitution yougoslave de 1974 : 20,2 %
- Une république au sein d'une Serbie fédéralisée : 6,5 %
- L'autonomie en tant que telle devrait être abolie : 5,8 %
- Indépendance : 5 %
- Autre chose : 1,9 %
- Je ne sais pas : 5,3 %

Selon ce sondage, 75,5 % des citoyens soutiennent l'autonomie de la Voïvodine au sein de la Serbie, tandis que 54,2 % sont favorables à une autonomie plus importante que celle dont disposait la Voïvodine à l'époque. Quelque 6,5 % des citoyens considèrent la Voïvodine comme une république au sein de la Serbie, 5,8 % pensent que l'autonomie devrait être abolie, et 5 % considèrent la Voïvodine comme un État indépendant. 7,2 % n'ont pas d'opinion ou pensent autrement.